# Chiyako Shibahara
Chiyako Shibahara (芝原 チヤコ Shibahara Chiyako, Prefectura de Saitama, 9 de agosto) es una seiyū japonesa. Ha participado en series como Outlaw star y Hyper Police, y películas como Cardcaptor Sakura: la película, entre otras. Está afiliada a 81 Produce.

## Roles Interpretados

### Series de Anime
- Bakkyuu HIT! Crash Bedaman como Sabu Nishijima
- Bakusō Kyōdai Let's & Go!! WGP como Nieminen y Tamtam
- Dororon Enma-kun Meeramera como Shibire Yanagi
- Duel Masters como Kintaro Nanba
- Element Hunters como Cheindeiney
- Harimogu Harley como Gaburinu
- Himiko-Den como Kiyomizu
- Hipira-kun como Derucha y la madre de Sarah
- Hyper Police como Sakura Bokuseiinmonzeninari
- Inazuma Eleven como Yuichi Ayano
- La Escuela del Terror como Ampoo y Tubee
- Mameushi-kun como Tsubuta
- MegaMan NT Warrior como CutMan
- MegaMan NT Warrior: Axess como BubbleMan
- Nodame Cantabile como Kazuo
- Otome Yōkai Zakuro como Mitsumasu
- Outlaw star como Iraga
- Pokémon como Bulbasaur y Cubone
- Pokémon: Generación Avanzada como Jynx
- Puchi Puri como Kobold
- The Candidate for Goddess como Kyoko Farley

### OVAs
- Key the Metal Idol como Beniko Komori y Miho Utsuse
- Kyōkasho ni Nai! como Saki

### Películas
- Cardcaptor Sakura: la película como Xuehua Li
- Pikachu no Natsuyasumi como Cubone
- Prigorota: Uchū no Yūjō Daibōken como Kazuo
- Tokyo Godfathers como Eriko Kawasaki

### Videojuegos
- Arc The Lad: El Crepúsculo de las Almas como Marú
- Bakusou Kyoudai Let's & Go!! Eternal Wings como Nieminen

### Doblaje
- La película salvaje de los Thornberrys como Eliza Thornberry
- Recess como Ashley Funicello Spinelli
- Rugrats Go Wild como Eliza Thornberry